# Ogranicznik amplitudy
Ograniczniki amplitudy (obcinacze) - układy służące do przenoszenia możliwie bez zniekształceń sygnału wejściowego (gdy jego chwilowe wartości znajdują się w pewnym ustalonym przedziale) i silnego stłumienia części sygnału wykraczających poza ten przedział. Charakterystyki wejście-wyjście ograniczników są w przybliżeniu liniami łamanymi, przy czym rozróżnia się charakterystyki ograniczania jednostronnego i dwustronnego.
Ograniczniki spełniają funkcje zabezpieczania wejść układów narażonych na uszkodzenia nieoczekiwanie dużym sygnałem wejściowym, są również używane do normalizacji kształtu i selekcji impulsów odpowiednio według amplitudy i znaku, za ich pomocą często kształtuje się przebiegi quasi-prostokątne, np. przez ograniczenie fali sinusoidalnej. Do ograniczania sygnałów można stosować wszelkie elementy i układy o charakterystykach nieliniowych, za podstawowe jednak uważa się ograniczniki diodowe.
Są dwa zasadnicze rodzaje ograniczników diodowych: z diodami włączonymi równolegle (układy równoległe) i z diodami włączonymi szeregowo (układy szeregowe) wobec toru przesyłowego. W układach równoległych stłumienie sygnału wynika z włączenia diody, której rezystancja przewodzenia RF powinna być możliwie mała wobec rezystancji szeregowej R, aby stosunek podziału sygnału w tym zakresie był możliwie mały. W układach szeregowych natomiast jest odwrotnie, stłumienie sygnału zawdzięcza się bowiem wyłączeniu (zatkaniu) diody, które jest skuteczne wtedy, gdy rezystancja zwrotna RR jest znacznie większa niż rezystancja równoległa R (z uwzględnieniem ew. rezystancji obciążenia). Próg charakterystyki ograniczania zależy od napięcia polaryzującego U0 i od napięcia Uf progu charakterystyki diody.